# Acacia subracemosa
Acacia subracemosa är en ärtväxtart som beskrevs av Bruce R. Maslin. Acacia subracemosa ingår i släktet akacior, och familjen ärtväxter. Inga underarter finns listade i Catalogue of Life.